# Morgan Korsmoe
Trond Ulf Morgan Korsmoe, född den 8 april 1989 i Strängnäs, är en svensk musiker och tidigare basist i dansbandet Larz-Kristerz. Son till Trond Korsmoe. Segrade tillsammans med Larz-Kristerz i Dansbandskampen 2008.
Korsmoe spelar även med Billy Opel, då under artistnamnet Bert Kadett, samt i Johnny Kontant & The Tennfield Two, som är ett  tributband till Johnny Cash. Morgan har också startat och spelat i bandet Roadrunners från Älvdalen som gjorde covers på Hurriganes-musik.
Morgan Korsmoe var inför Guldklavengalan 2009 nominerad i klassen Årets Basist. Priset vanns av dock Thorleifs basist.
Morgan Korsmoe slutade 2011 i Larz-Kristerz. Platsen som basist fylldes av hans far Trond, och gitarren övertogs av Anders Tegnér från Älvdalen. 
Sedan 2011 har Morgan Korsmoe sitt eget band  Mårran som spelar 70-talshårdrock. Gruppen släppte tre album under 2012.

## Diskografi

### Album
- Wir dånda wirn, 2005 (med Billy Opel)
- I å Elvis, 2007 (med Billy Opel)
- Demoskiva, 2008 (med Roadrunners)
- Billy Opel Trio, 2008 (med Billy Opel)
- Hem till dig, 2009 (med Larz-Kristerz)
- Om du vill - 2009 (med Larz-Kristerz)
- Små ord av guld - 2010 (med Larz-Kristerz)
- 2012 - Mårran
- 2012 - Mårran - Vid liv
- 2012 - Mårran 2

### Singlar
- Carina - 2009 (med Larz-Kristerz)
- Larz-Kristerz -Hem till dig - 2009

## Filmografi
- 2008 -  Dansbandskampen
- 2009 -  Allsång på skansen